# 森實
森 實（森 実、もり みのる、1932年1月1日 - ）は、日本の会計学者、香川大学・神戸大学名誉教授。

## 経歴
香川県高松市生まれ。高松第一高等学校を経て1955年に香川大学経済学部を卒業。1957年、神戸大学大学院経営学研究科博士課程を満期退学する。同年、香川大学経済学部助手に就任。講師（1958年）、助教授（1960年）を経て、1967年に教授に昇進した。
1971年、「近代監査思考の展開に関する研究」で経営学博士の学位を取得。
1985年に香川大学名誉教授となり、同年神戸大学経営学部教授に転任。1995年に定年退官し、神戸大学名誉教授となる。同年より大阪学院大学教授。

## 賞歴
- 1976年：日経・経済図書文化賞受賞（『監査論研究』）[2]
- 2011年11月：瑞宝中綬章受章[3]

## 著書
- 『近代監査の理論と制度』中央経済社 1967
- 『会計士監査論』白桃書房 1970
- 『現代監査の構造と発展』中央経済社 1974
- 『監査論研究』白桃書房 1976
- 『監査要論』中央経済社 1978
- 『体系監査論演習』税務経理協会 1979
- 『現代監査論』白桃書房 1989
- 『リスク指向監査論』税務経理協会 1992
- 『分析的手続監査論』中央経済社 1994
- 『会計士二次試験短答式監査論 新出題傾向』税務経理協会 1995
- 『内部統制の基本問題』白桃書房 2000

### 共編著
- 『コンピュータ監査の実際 わが国の現状と将来』大矢知浩司共著 白桃書房 1974
- 『基本会計学』編著 税務経理協会 1991
- 『システム監査の基本』森靖之共著 白桃書房 1998
- 『基本からわかる財務諸表情報』井原理代,内藤文雄共編著 税務経理協会 2001

### 翻訳
- D.N.コラファス『R&D管理』産業能率短期大学出版部 1972